# Капидзукки, Паоло
Паоло Капидзукки (итал. Paolo Capizucchi; 1479—1539) — итальянский священнослужитель, епископ города Никастро (итал. Nicastro, ныне часть города Ламеция Терме).
Известен главным образом тем, что, когда первая жена короля Англии Генриха VIII Екатерина Арагонская подала апелляцию на решение кардиналов Кампеджи и Вулси, согласившихся на её развод с мужем, Капидзукки, которому было поручено решение по апелляции, признал короля виновным и восстановил Екатерину в правах супруги и королевы (1534).